# Prva liga Federacije Bosne i Hercegovine
La Prva liga Federacija Bosne i Hercegovine e la Prva liga Republike Srpske rappresentano il secondo livello del campionato bosniaco di calcio. La squadra vincitrice viene promossa direttamente in Premijer Liga. L'ultima classificata viene retrocessa direttamente in Druga Liga, con la possibilità di avere una o due retrocessioni in più a seconda che le squadre retrocesse dalla Premijer Liga vadano in Prva liga BiH o in Prva liga RS.

## Squadre
Stagione 2024-2025.
| Squadra            | Piazz. 23-24 |
| ------------------ | ------------ |
| Tuzla City         | retrocesso   |
| Stupčanica Olovo   | 2°           |
| Bratstvo Gračanica | 3°           |
| Čelik Zenica       | 4°           |
| Tomislav           | 5°           |
| Gornji Rahić       | 6°           |
| Goražde            | 7°           |
| Simm-Bau           | 8°           |
| Budućnost Banovići | 9°           |
| Zvijezda Gradačac  | 10°          |
| Radnik Hadžići     | 11°          |
| TOŠK Tešanj        | 12°          |
| Gradina Srebrenik  | 13°          |
| Jedinstvo Bihać    | 14°          |
| Radnički Lukavac   | promosso     |
| Travnik            | promosso     |

## Partecipazioni per squadra
Sono 63 le squadre ad aver preso parte alle 25 stagioni del campionato dal 2000-01 al 2024-25 (in grassetto).
- 23 volte:  Rudar Kakanj
- 19 volte:  Jedinstvo Bihać
- 18 volte:  Budućnost Banovići
- 17 volte:  GOŠK Gabela
- 16 volte:  Bratstvo Gračanica
- 15 volte:  Bosna Visoko
- 14 volte:  Goražde,  Radnički Lukavac,  Čapljina
- 12 volte:  Gradina Srebrenik,  Igman Konjic,  Iskra Bugojno,  Orašje,  Zvijezda Gradačac
- 11 volte:  TOŠK Tešanj
- 10 volte:  NK Vitez,  SAŠK Napredak,  Travnik
- 8 volte:  Podgrmeč,  Radnik Hadžići
- 7 volte:  Krajina Cazin,  Olimpik Sarajevo,  Troglav
- 6 volte:  Slaven Živinice,  Sloga Ljubuški[1],  Tomislav,  Velež Mostar
- 5 volte:,  Branitelj,  Metalleghe-BSI,  Mladost D. Kakanj,  Simm-Bau[2]
- 4 volte:  Brotnjo,  Drinovci,  Kiseljak,  Krajišnik,  Omladinac Mionica,  Žepče
- 3 volte:  Famos Hrasnica[3],  Grude,  Kreševo,  Mramor,  Novi Travnik,  Sloboda Tuzla,  Stolac,  Stupčanica Olovo,  Tuzla City[4],  Čelić
- 2 volte:  Gornji Rahić,  Ozren,  Posušje,  Čelik Zenica
- 1 volta:  Bosna Sema,  Drina Crni Vukovi,  Elektrobosna Jajce,  Ključ,  Krivaja Zavidovići,  Odžak 102,  Radnički 17. krajiška Zdena,  Redarstvenik Mostar,  Turbina Jablanica,  UNIS Vogošća,  Vrbanjuša Sarajevo,  Đerzelez

## Albo d'oro

### 1992-2000
Fino al 2000 le due etnie della Federazione BiH hanno disputato campionati separati. Questo è l'albo d'oro della seconda divisione:
| Stagione        | Druga liga NS BiH (Bosgnacchi)                      | Druga liga NS BiH (Bosgnacchi) | Druga liga Herceg-Bosne (Croati)                     | Druga liga Herceg-Bosne (Croati)                    |
| Stagione        | vincitore                                           | girone                         | vincitore                                            | girone                                              |
| --------------- | --------------------------------------------------- | ------------------------------ | ---------------------------------------------------- | --------------------------------------------------- |
| 1992–93 1993–94 | nessuna manifestazione                              | nessuna manifestazione         | nessuna manifestazione                               | nessuna manifestazione                              |
| 1994–95         | nessuna manifestazione                              | nessuna manifestazione         | Dragovoljac Kiseljak Kamešnica Podhum Cim Mostar     | Bosnia Centrale Erzeg Bosnia Nord Erzeg Bosnia Sud  |
| 1995–96         | Bosna Visoko Radnik Hadžići                         | Nord Sud                       | Šantići Drinovci Višići                              | Bosnia Centrale Erzeg Bosnia Ovest Erzeg Bosnia Sud |
| 1996–97         | Drina Zvornik-Živinice Olimpik Sarajevo             | Nord Sud                       | Napredak Matići Usora Žabljak Sloga Uskoplje Brotnjo | Posavina Bosnia Centrale Ovest Sud                  |
| 1997–98         | Budućnost Banovići Iskra Bugojno Vrbanjuša Sarajevo | Nord Centro Sud                | Odžak 102 Redarstvenik Mostar                        | Nord Sud                                            |
|                 | Prva liga "B" NS BiH                                | Prva liga "B" NS BiH           | Druga liga Herceg-Bosne                              | Druga liga Herceg-Bosne                             |
| 1998–99         | Krajina Cazin                                       | Unico                          | Žepče Čapljina                                       | Nord Sud                                            |
| 1999–00         | Travnik                                             | Unico                          | Odžak 102 Grude                                      | Nord Sud                                            |

Nel 2000 vi è stata l'unificazione dei due campionati.

### 2000-oggi
- 2000-2001 -  Grude
- 2001-2002 -  Žepče
- 2002-2003 -  Travnik
- 2003-2004 -  Budućnost Banovići
- 2004-2005 -  Jedinstvo Bihać
- 2005-2006 -  Velež Mostar
- 2006-2007 -  Travnik
- 2007-2008 -  Zvijezda Gradačac
- 2008-2009 -  Olimpik Sarajevo
- 2009-2010 -  Budućnost Banovići
- 2010-2011 -  GOŠK Gabela
- 2011-2012 -  Gradina Srebrenik
- 2012-2013 -  NK Vitez
- 2013-2014 -  Sloboda Tuzla
- 2014-2015 -  Mladost D. Kakanj
- 2015-2016 -  Metalleghe-BSI
- 2016-2017 -  GOŠK Gabela
- 2017-2018 -  Sloga Simin Han
- 2018-2019 -  Velež Mostar
- 2019-2020 -  Olimpik Sarajevo
- 2020-2021 -  Posušje
- 2021-2022 -  Igman Konjic
- 2022-2023 -  GOŠK Gabela
- 2023-2024 -  Sloboda Tuzla